# رؤیای من مال توست
«رؤیای من مال توست» (انگلیسی: My Dream Is Yours) یک فیلم آمریکایی در سبک کمدی رمانتیک و موزیکال به کارگردانی مایکل کورتیز و فریز فرلنگ است که در سال ۱۹۴۹ منتشر شد.

## بازیگران
- جک کارسون
- دوریس دی
- لی بومن
- آدولف منژو
- ادگار کندی
- ایو آردن
- فرانکلین پاننگبورن
- سلنا رویل
- شلدون لنرد
- سکه ساکال
- کلیفتون یانگ
- چستر کلوت